# ユダヤ人連絡庁
ユダヤ人連絡庁（ゆだやじんれんらくちょう、ヘブライ語：לשכת הקשר）とは、イスラエルの情報機関的機能を持った政府機関で冷戦終了までは長らく秘密機関であった。かつてユダヤ人差別や出国制限など人権問題のあったソビエト連邦や東欧諸国などの旧共産圏において、ユダヤ人の民族教育や出国支援を秘密裏に行った。現在のヘブライ語読みは、リシュカット・ハ-ケシェル。いくつか通称があるが、その中で「ナティーヴ（נתיב）」というコード・ネームが比較的知られている。
1952年にシャウル・アヴィグールとイサル・ハルエルの協議の結果に首相府所属組織として創設されて、アヴィグールが初代長官となる。その時に旧非合法移民機関の権限は分割され、ソ連及び東欧諸国のユダヤ人は（ソ連）ユダヤ人連絡庁が担当し、国交の無いアラブ諸国はイスラエル諜報特務庁（モサド）の通称「ビツール（ביצור）」という局が担当する事になった。（因みにエフライム・ハーレヴィはモサド長官になる前に「ビツール局」の局長であった。）
ソ連崩壊までは「ソ連ユダヤ人連絡庁（לשכת הקשר ליהודי ברית המועצות）」という名でイスラエル情報コミュニティーの構成機関であったが、現在では秘密色を薄め半ば公然とした活動を行っている。2006年にアヴィグドール・リーベルマン戦略課題相の要求で同組織の所属先が首相府から戦略課題省へと一時的に移ったが、2008年に同省閉鎖の為に再び首相府へと戻った。